# Carly Bondar
Carly Bondar (19 januari 1992) is een Canadees actrice. Ze heeft in films als Paperboys en Our First Christmas gespeeld. Ook had ze een gastrol in iCarly als Valerie, de vriendin van Freddie in de aflevering iWill Date Freddie. Later was ze nog te zien in de aflevering iVoted Too Much.